# Harald Feller (Diplomat)
Harald Feller (* 14. Januar 1913 in Bern; † 28. Dezember 2003) war ein Schweizer Diplomat, der während des Holocaust ungarische Juden rettete.

## Leben
Harald Feller war der Sohn des Schweizer Historikers Richard Feller. In seiner Studienzeit trat er dem Schweizerischen Zofingerverein bei.
Ab Ende 1944 vertrat er als Geschäftsträger Maximilian Jaeger, den Schweizer Gesandten in Budapest, Ungarn. Er unterstützte Carl Lutz bei der Rettung von Juden unter schweizerischem Schutz. Feller arbeitete eng mit den anderen neutralen Gesandtschaften zusammen, um mit ständigem Druck auf die Horthy- und Sztójay-Regierungen die Beendigung der Verfolgung und Deportation der Juden in Ungarn zu erreichen. Feller schützte Mitglieder der schwedischen Gesandtschaft, welche Zielgruppe der Pfeilkreuzler waren, indem er ihnen gefälschte Schweizer Pässe und Unterkunft bereitstellte. Gegen Ende des Krieges versteckte Feller Dutzende von Juden im Keller seiner konsularischen Residenz in Budapest. Im Februar 1945 verhafteten die Sowjets Feller und einen weiteren Mitarbeiter der Schweizer Gesandtschaft und schickten sie nach Moskau, zusammen mit anderen Schweizer Staatsangehörigen. Beide wurden im Februar 1946 im Austausch für zwei Piloten, die sich in die Schweiz abgesetzt hatten, zurückgebracht.
Er erhielt 1999 von Yad Vashem die Auszeichnung Gerechter unter den Völkern.